# Izomerizace
Izomerizace je chemická reakce, při které se molekula, ion nebo fragment molekuly přemění na izomer s jinou strukturou. K takovým reakcím patří mimo jiné enolizace a tautomerizace.
Pokud izomerizace probíhá v rámci jedné molekuly, pak se jedná o přesmyk.
Jestliže je aktivační energie izomerizace dostatečně nízká, tak oba izomery vytvářejí rovnováhu, která je závislá na teplotě. Bylo spočítáno mnoho hodnot standardní volné energie, {\displaystyle \Delta G^{\circ }}, pro různé izomerizace, které jsou v souladu s pozorováními.

## Příklady a využití

### Alkany
K izomerizaci alkanů dochází při krakování ropy. Kromě snížení průměrné délky uhlovodíkových řetězců se také nerozvětvené uhlovodíky přeměňují na rozvětvené izomery:
{\displaystyle CH_{3}CH_{2}CH_{2}CH_{3}} (n-butan) → {\displaystyle CH_{3}CH(CH_{3})CH_{3}} (isobutan)
Paliva obsahující rozvětvené uhlovodíky jsou pro spalovací motory vhodnější, protože mají vyšší oktanové číslo.

### Alkeny
Koncové alkeny se izomerují na vnitřní za přítomnosti kovových katalyzátorů při metatezi alkenů.
Trans-izomer resveratrolu lze přeměnit na cis-izomer pomocí fotochemické reakce.
Byl popsán tepelný přesmyk azulenu na naftalen.

### Ostatní případy
Lobry de Bruynova–Van Ekensteinova transformace je izomerizace sacharidů, kdy se aldóza mění na příslušnou ketózu nebo naopak.
Příkladem organokovové izomerizace je příprava dekafenylferrocenu, [(η5-C5Ph5)2Fe] z jeho vazebného izomeru.